# Fondo histórico del diario La Nación
El fondo histórico del diario La Nación, oficialmente denominado los archivos documentales, fotográfico y de prensa del diario La Nación, son una colección bibliográfica y documental albergada por la Universidad Diego Portales, en Santiago de Chile, y que comprende el material generado entre 1917 y 2010 por el diario La Nación. En 2014, la colección fue declarada monumento nacional por la presidenta Michelle Bachelet.

## Historia
El diario La Nación fue fundado por Eliodoro Yáñez Ponce de León en 1917 y posteriormente fue cedido al Estado y convertido en órgano oficial del gobierno durante la dictadura del general Carlos Ibáñez del Campo en 1930. El diario tuvo una circulación ininterrumpida durante 56 años, hasta su cierre temporal en 1973, producto del golpe de Estado de Chile de 1973. Posteriormente volvió a circular en una segunda etapa desde 1980 hasta 2010, año de su cierre, cumpliendo un total de 86 años de existencia.
Los otros periódicos publicados por la Empresa Periodística La Nación fueron Los Tiempos, vespertino que circuló solo en la década de 1950, en forma paralela a la edición de La Nación. La Patria periódico que circuló entre septiembre de 1973 a octubre de 1975 y el matutino El Cronista, que circuló entre noviembre de 1975 y marzo de 1980, cuya documentación también forma parte del archivo del diario La Nación.

### Declaratoria como monumento nacional
Mediante carta del 26 de diciembre de 2012, el periodista Jorge Escalante y el filósofo y gestor cultural Francisco Cuadrado solicitaron al Consejo de Monumentos Nacionales de Chile declarar como monumento histórico a los archivos documentales, fotográfico y de prensa del diario La Nación, ubicados en la biblioteca Nicanor Parra de la Universidad Diego Portales, en Santiago. En sesión del 8 de enero de 2014, el Consejo de Monumentos Nacionales aprobó unánimemente declarar como monumento nacional, en la categoría de monumento histórico, a los archivos. Por decreto N.° 190, del 29 de abril de 2014, el ministro de Educación Nicolás Eyzaguirre Guzmán se declara en tal calidad a los archivos. La declaración fue publicada el 19 de mayo de 2014 en el Diario Oficial de la República de Chile, antiguamente editado en los talleres de La Nación. Para la Universidad Diego Portales, la declaratoria "formalizó el carácter patrimonial del conjunto, lo que conlleva responsabilidades respecto de su gestión, conservación, preservación digital y acceso abierto a la sociedad, tareas de las que se encarga la universidad a través de Cenfoto-UDP".
Entre los documentos declarados se encuentran los archivos de prensa, fotografías en papel o positivo y fotografías en negativo. Los archivos de prensa y fotografía en papel se encuentran juntos agrupados en expedientes, distribuidos por casos periodísticos relevantes, personajes históricos o materias. El volumen o cantidad del material no se encuentra precisado. El material corresponde fundamentalmente a la segunda etapa de La Nación, es decir desde 1980 a 2010. La Universidad Diego Portales desarrolla desde la década de 2010 una intensiva labor de digitalización del archivo protegido.